# Gralla
Gralla est une commune autrichienne du district de Leibnitz en Styrie.